# Tages (Band)
Die Tages waren eine schwedische Popgruppe der 1960er Jahre. Sie bestand aus Göran Bertil Lagerberg (* 1947), Tommy Blom (* 1947), Danne Tage Larsson (* 1948), Fredrik „Freddie“ Howard Skantze (* 1945) und Anders Per Töpel (* 1947). Die Band spielte vor allem eigene Stücke, coverte aber auch.
Zeitweise gehörten zur Gruppe Tommy Tausis (* 1945), der von der Göteborger Band Strangers kam und später bei den Spotnicks spielte, Lasse Svensson (* 1947), Bruder von Barbro Lill-Babs Svensson, Björn Töpel, jüngerer Bruder von Anders Töpel und Örjan Ramberg. Als Komponist und als Produzent spielte Anders „Henkan“ Henriksson eine entscheidende Rolle.
Begründet wurde die Gruppe im Sommer 1963 in Göteborg als Skifflegruppe (Tage's Skifflegrupp). 1964 änderte sie ihren Namen zu Tages. Ihre Musik ähnelte der der Beatles. Sie nahm an einem regionalen Wettbewerb Västkustens Beatles einer großen Göteborger Zeitung teil, den sie gewann. Der Preis bestand darin, eine Single einspielen zu können. Sleep Little Girl wurde ein großer Erfolg und kam in die schwedischen Top Ten. Weitere erfolgreiche Singles folgten (u. a. I Should Be Glad, Don’t Turn Your Back, The One for You, So Many Girls, In My Dreams, Miss Mac Baren). Mit Every Raindrop Means a Lot wandte sich die Gruppe 1967 der psychedelischen Stilrichtung zu. Im selben Jahr veröffentlichte sie ihre inzwischen fünfte LP. 1968 verließ Tommy Blom die Gruppe, die im Frühjahr 1969 ihren Namen in Blond änderte. Zwar konnte sie in London ein neues Album einspielen, das nicht nur in Skandinavien, sondern auch in Großbritannien, den Niederlanden, den USA, Neuseeland und Südafrika angeboten wurde, aber die Auflösung der Gruppe im Sommer 1970 konnte es nicht verhindern.
Der Name der Gruppe geht zurück auf die Genitivform des zweiten Vornamens von Dan „Danne“ Tage Larsson.